# I. Vologaészész pártus király
I. Vologaészész (pártus nyelven: 𐭅𐭋𐭂𐭔 Walagaš) a Pártus Birodalom királya 51-től 78-ig. 

## Származása
Vologaészész az Arszakida-dinasztiából származó II. Vonónész fia volt, aki a vazallus médeket kormányozta, majd hamarosan bekövetkező haláláig a Pártus Birodalom trónjára került. Neve a pártus Walagaš (𐭅𐭋𐭂𐭔) görögös alakja, az újperzsában Balāsh, a középperzsában Wardākhsh formában ismert. Anyja Tacitus szerint egy görög ágyas volt.

## Uralkodása

A pártus-római határvidék

Apja néhány hónapos uralkodást követően halt meg i. sz. 51-ben és a trónon Vologaészész követte. II. Artabanosz (uralkodott 12-38/41 között) politikáját követve igyekezett megerősíteni a pártus pozíciókat a nyugati ütközőállamokban, amelyek helyzete már több alkalommal váltott ki háborút a rómaiakkal. Média Atropaténét bátyjára, Pakóroszra bízta, míg a kényesebb helyzetben lévő Örményország trónjára egy 53-as gyors hadjárattal öccsét, Tiridatészt ültette.
Vologaészész indokoltnak gondolta a beavatkozását, miután az Örményországot érintő római-pártus egyezményt felborította az örmény trónt bitorló ibériai Rhadamisztosz esete.  A téli készlethiány és a seregét tizedelő járvány miatt ki kellett vonnia csapatait Örményországból, mire Rhadamisztosz visszatért és szigorúan megbüntette azokat, akiket árulónak tartott. A helybeliek hamar fellázadtak és visszahívták a pártusokat, hogy ismét Tiridatészt helyezzék az ország élére. Rhadamisztosz visszatért Ibériába, ahol apja, a király ellene irányuló összeesküvése miatt kivégeztette.

### A római háború

A római-pártus háború első két évének hadmozdulatai

Az 54-ben trónra kerülő Nero császár nem tűrte, hogy a pártusok elragadják a korábban római érdekszférában lévő Örményországot és tehetséges hadvezérét, Corbulót küldte a helyzet rendezésére. Vologaészész nem tudott segíteni öccsén, mert előbb fia, II. Vardanész lázadt fel, utána pedig a keleti Hürkania tartományban került sor felkelésre. Tiridatész 58-ban portyázó csapatokkal dúlta a római határprovinciákat, amire Corbulo ugyanazzal a taktikával válaszolt és felszólította a vazallus Kommagéné és Ibéria királyait, valamint a kaukázusi hegyi törzseket, hogy ők is törjenek be örmény területre.
Az örmények római és pártus pártra oszlottak, bár általánosságban jobban kedvelték a toleránsabb, kultúrájukhoz közelebb álló pártus uralmat. Corbulo elfoglalta és elpusztította az örmény fővárost, Artaxatát. 59-ben megszállta a déli Tigranokertet, ahol áttelelt. Tiridatész ezt kihasználva északon törte be, Atropaténé felől, de a következő év tavaszán a rómaiak kiűzték.

A háború utolsó évének hadmozdulatai: Tigranész pártus területre intézett portyái pártus ellentámadást provokáltak ki, amely megsemmisítette Pateus kormányzó seregét

Nero egy kappadókiai herceget, VI. Tigranészt ültette az örmény trónra, aki bízva a védelmére rendelt római erőkben, 61-ben betámadott a pártus vazallus Adiabénébe. Az itteni király, Monobazosz Vologaészész elé járult és az egész udvar előtt elpanaszolta, hogy a nagykirály nem védi meg alattvalóit.
Tekintélyének megőrzése érdekében Vologaészésznek cselekednie kellett. Kihirdette Tiridatész támogatását - fejére királyi diadémot helyezett - és egy bizonyos Monaészész vezetésével sereget küldött Örményországba, amelyben szolgált egy adiabénéi egység is. Monaészész 62-ben ostrom alá vette Tigranokertet, ám a város erős falakkal rendelkezett és két légió is védte. A pártusok hiába rohamozták a falakat, visszaverték őket, az adiabénéiek pedig különösen súlyos veszteségeket szenvedtek.
Corbulo ekkor követet küldött a határközeli Niszibiszben táborozó Vologaészészhez. A rosszul haladó ostrom miatt a pártus király engedett a totális háborúval fenyegetőző rómaiaknak és kivonta Monaészész csapatait Örményországból. Ugyanakkor a római légiók is távoztak az országból ami miatt Rómában megvádolták Corbulót, hogy titkos megállapodást kötött Vologaészésszel. Mindenesetre formálisan fegyverszünetet kötöttek és pártus követség érkezett Nero császárhoz. A tárgyalások nem vezettek eredményre és a harcok kiújultak.
Róma Lucius Caesennius Paetus kappadókiai kormányzót küldte, hogy szállja meg Örményországot. Paetus azonban tehetségtelen hadvezér volt és rhandeiai csatában megalázó vereséget szenvedett, elveszítve két légiót (a XII Fulminatát és a IV Scythicát). Corbulo visszakapta a parancsnokságot és a következő évben bevonult Meliténébe, majd Örményországba, útközben leváltva a pártusszimpátiával gyanúsítható kormányzókat. Rhandeiában aztán békét kötött Tiridatésszel: az örmény király bevonult a római táborba és arany diadémját levéve a fejéről azt Neró szobrának lábához helyezte, jelezve hogy csak a császártól kaphatja vissza. Kompromisszum született, a pártus Tiridatész Róma vazallusává vált aki Nerótól kapta koronáját. Örményországban római csapatokat hagytak és megállapodtak Artaxata újjáépítéséről. Corbulo keleten hagyta a vejét, Lucius Annius Vinicianust, maga pedig elkísérte Rómába Tiridatészt, hogy egyúttal bizonyítsa Nero iránti hűségét.
Tiridatész római látogatását követően Nero több alkalommal is meghívta Vologaészészt, ő azonban elhárította a megtiszteltetést: "Sokkal könnyebb neked átkelni egy ekkora vízen, mint nekem. Ennekokáért akkor találkozhatunk majd, ha eljössz Ázsiába."
Vologaészész elégedett volt a megállapodással és később is tiszteletben tartotta Nero emlékét. Vespasianusszal is jó kapcsolatokat ápolt, 40 ezer lovas íjászt ajánlott fel neki a Vitellius elleni háborúhoz. Röviddel később azonban, amikor az alánok átkeltek a Kaukázuson és betörtek Atropaténébe, hiába kért segítséget a római császártól. Az alánok rablott zsákmányukkal visszavonulhattak hazájukba.

### Pénzek, kereskedelem

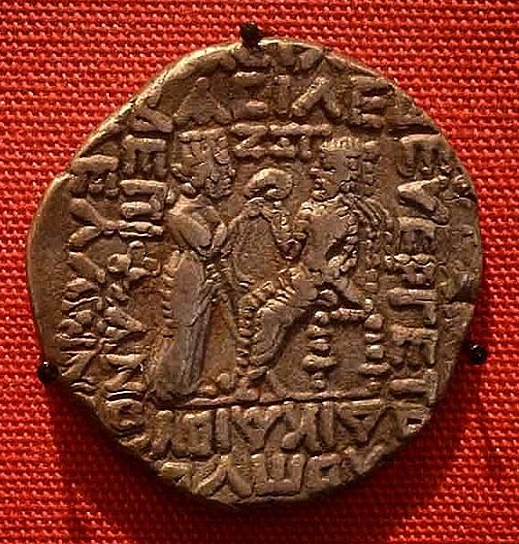
I. Vologaészész ezüst tetradrachmájának hátoldala: az ülő király diadémot vesz át az álló, jogart tartó istennőtől

Vologaészész idejében jelennek meg először a pártus nyelvű, pártus írással írt szövegek a pénzeken. Emellett a - gyakran alig olvasható - görög vagy görög betűs szöveg egészen a birodalom összeomlásáig megmarad az érméken. Ezüst tetradrachmáinak hátoldalán egy iráni istennő (Anahita vagy Asi) keni fel őt királlyá. Mindkét istennő az uralkodó égi dicsőségét (hvarenah) jelképezi.
Akárcsak elődje, II. Artabanosz, Vologaészész is igyekezett kereskedelmi kapcsolatokat kiépíteni Kelet-Ázsiával, Indiával és a Mediterráneummal is. Tervei szerint köztes hatalomként lefölözhette a nagy távolságú kereskedelmi utak hasznát. Ennek érdekében követeket küldött a kínai Han-dinasztiához. Igyekezett megtörni a szeleukeiai görög kereskedők monopóliumát és a város közelében megalapította a rivális Valasabadot.
I. Vologaészész i. sz. 78-ban halt meg, és fia, II. Pakórosz követte a trónon. Az Arszakida-dinasztia tőle fakadó Vologaészida ága uralta a Pártus Birodalmat egészen annak 224-es bukásáig.

## Fordítás
- Ez a szócikk részben vagy egészben  a   Vologases I of Parthia című angol Wikipédia-szócikk ezen változatának fordításán alapul.  Az eredeti cikk szerkesztőit annak laptörténete sorolja fel. Ez a jelzés csupán a megfogalmazás eredetét és a szerzői jogokat jelzi, nem szolgál a cikkben szereplő információk forrásmegjelöléseként.

| Előző uralkodó: II. Vonónész | Pártus király 51-78 | Következő uralkodó: II. Pakórosz |